# قانون خلافة العرش البريطاني
قانون خلافة العرش البريطاني لعام 2013 (سي 20) هو قانون أصدره برلمان المملكة المتحدة بهدف تغيير قوانين وراثة العرش البريطاني وفقًا لاتفاقية بيرث لعام 2011. ألغى القانون تفضيل الذكور الأبكار في خلافة العرش، وأصبح خط الخلافة تتابعيًا لمن ولدوا بعد 28 أكتوبر 2011، ما يعني أن الطفل الأكبر، بغض النظر عن جنسه، يسبق أشقائه الذكور والإناث. ألغى القانون أيضًا قانون الزواج الملكي لعام 1772، وأنهى استبعاد الأشخاص الذي يتزوجون من الروم الكاثوليك من خلافة العرش، وألغى شرط حصول أول ستة أشخاص في ترتيب العرش على موافقة ملكية للزواج. دخل القانون حيز التنفيذ في 26 مارس 2015، في نفس الوقت الذي أدخلت فيه دول الكومنولث الأخرى اتفاقية بيرث في قوانينها الخاصة.

## نظرة عامة
بموجب قانون التولية لعام 1701، وُرّث عرش مملكة إنجلترا للناخبة صوفيا هانوفر و«ورثة جسدها»، وتشير هذه العبارة بموجب القانون العام الإنجليزي إلى تفضيل الذكور الأبكار، بمعنى أن الأبناء يسبقون البنات في خط الخلافة. ومنع هذا القانون الخلافة عن أي شخص «بابوي» (من الروم الكاثوليك) واستبعد من تزوج شخصًا من الروم الكاثوليك عن خط خلافة العرش.
طبقت المعاهدات التي أنشأت مملكة بريطانيا العظمى في عام 1707 والمملكة المتحدة لبريطانيا العظمى وأيرلندا في عام 1801 هذه الأحكام تحديدًا على العرش البريطاني الجديد. نصت المادة الثانية من قانون التولية لعام 1707 على أن «خلافة المملكة» تجري بموجب قانون التولية لعام 1701 وأن منع «البابويين» من وراثة العرش سيستمر وفقًا لهذا القانون. أكدت المادة 2 من قوانين الاتحاد لعام 1801 مرة أخرى أن قواعد الخلافة المعمول بها في المملكة المتحدة الجديدة لبريطانيا العظمى وأيرلندا يجب أن تكون «سارية ومحدودة وراسخة بنفس الطريقة».
منذ قوانين الاتحاد لعام 1707، استُخدم قانون تفضيل ذكور الأبكار مرتين لإزاحة أنثى عن الخلافة واستبدالها بأخيها الأصغر: عندما أصبح الأخ الأصغر للأميرة أوغستا هو الملك جورج الثالث بعد وفاة جدهم الملك جورج الثاني (1760)؛ وعندما أصبح الأخ الأصغر للأميرة فيكتوريا الملك إدوارد السابع بعد وفاة والدتهما الملكة فيكتوريا (1901).
الأميرة آن هي الأخت الصغرى لولي العهد الأمير تشارلز. ولا يتأثر مكانها في تسلسل الخلافة بأحكام القانون الجديد، فهي على رأس خط الخلافة الذي يترأسه إخوانها الأربعة الأصغر، ذلك لأنه وُلدوا قبل 28 أكتوبر 2011.

### الاتفاق من حيث المبدأ (2011) والموافقة النهائية (2012)
في ديسمبر 2011، نُشر البيان الصادر يوم الجمعة 28 أكتوبر 2011 في بيرث في تقرير لجنة مجلس العموم. وذكر أن رؤساء وزراء دول الكومنولث الست عشرة «التي تترأسها جلالة الملكة» قد «اتفقوا من حيث المبدأ على العمل معًا نحو نهج مشترك لتعديل القواعد الخاصة بخلافة الممالك الخاصة بهم»، وأنهم يرغبون في «اطلاع الملكة بالإجماع على آرائهم والسعي للحصول على موافقتها». وتابع البيان:
ترغب جميع البلدان في تغير أمرين. أولًا، يرغبون في إنهاء نظام تفضيل الذكور الأبكار الذي يمكن بموجبه للابن الأصغر أن يزيح الابنة الكبرى في خط الخلافة. ثانيًا، يرغبون في إزالة النص القانوني الذي ينص على استبعاد أي شخص يتزوج من الروم الكاثوليك من تولي العرش. لا توجد قيود أخرى على القواعد المتعلقة بديانة زوج الشخص في خط الخلافة ويرى رؤساء الوزراء أن هذا الحاجز الخاص لا يمكن تبريره بعد الآن. وقد اتفق رؤساء الوزراء على أنهم سيعملون ضمن إداراتهم لتقديم التدابير اللازمة لتمكين جميع الدول من تفعيل هذه التغييرات في نفس الوقت.
بالإضافة إلى ذلك، في رسالة إلى رؤساء حكومات الدول الأخرى، قبل اتفاقية بيرث، اقترح رئيس الوزراء البريطاني ديفيد كاميرون الحد من شرط الحصول على إذن ملكي لزواج أول ستة أشخاص على خط العرش.

في 4 ديسمبر 2012، أعلن نائب رئيس الوزراء نيك كليج:
تلقت الحكومة الموافقة النهائية من جميع دول الكومنولث للمضي قدمًا في مشروع قانون تاريخي لإنهاء التمييز الذي دام قرونًا ضد وراثة المرأة للعرش البريطاني في أقرب فرصة ممكنة. يعني هذا التأكيد أن الحكومة ستسعى لتقديم مشروع قانون خلافة العرش إلى مجلس العموم في أقرب فرصة يسمح بها الجدول الزمني البرلماني.